# Арканар
Аркана́р — вигадане місто, столиця королівства Арканарського, розташованого на планеті, описаній у повісті братів Стругацьких «Важко бути богом». Ця планета — частина Світу Полудня, світ у перехідній стадії між пізнім феодалізмом і епохою Відродження (на противагу, наприклад, ранньофеодальній Саулі).

## Опис міста
Про планету в цілому відомо вкрай мало, оскільки книга концентрується на подіях, які передували так званій «арканарській різанині» — наприклад, не відома навіть її офіційна назва — тому у знавців творчості Стругацьких прийнято назвати її за назвою міста Арканар або за назвою найбільшої на ній держави Естор. У повісті Леоніда Філіппова «День ангела» у другому томі серії «Час учнів» планету названо Цуренаку, схоже (Цурінака) вона іменується в комп'ютерній грі Важко бути богом. Поширена назва Аврора, яку придумав Сергій Переслєгін для своїх післямов у проєкті «Час учнів». Відомо, що на планеті дев'ять континентів. Населення міста Арканар, як зазначено в 6-му розділі повісті, становить 200 тис. осіб.
Зразу ж після відкриття планети вона стала об'єктом пильного спостереження з боку Інституту Експериментальної Історії, який бачив у цьому відкритті можливість перевірити на практиці ним же розроблену «базисну теорію феодалізму». Перші спостерігачі, які прибули на планету, не мали жодних прав втручатися в місцеві справи і мали залишатися непомітними спостерігачами, однак відкриття Саули розв'язало руки ІЕІ й дозволило його агентам взяти діяльну участь в арканарських справах. До початку «арканарської різанини» на планеті працювали 250 істориків (прогресорства тоді ще не було), розкиданих по дев'яти континентах.

## Критика
За однією з версій літературознавців, Арканар є частиною Світу Полудня і добре відомий землянам, ставши частиною їх фольклору. За іншою, Арканар — вигадка, частина дитячої гри.
Образ Арканара, жорстокого середньовічного міста, вважається одним з найпримітніших у російській фантастиці.
Тоді як «Полудень» у цілому був місцем, у якому брати Стругацькі хотіли б жити, Арканар є прикладом світу, в якому історичний розвиток відхилився від близького авторам шляху.